# Vitantonio Liuzzi
Vitantonio Liuzzi (Locorotondo, Olaszország, 1980. augusztus 6. –) olasz autóversenyző, volt Formula–1-es pilóta.

## Pályafutása

### A Formula–1 előtt
Liuzzi 1991-ben kezdett el gokartozni. 1993-ban megnyerte az Olasz Gokart-bajnokságot, 1995-ben második helyen végzett a sportág világbajnokságában és ötödikként az Európa-bajnokságban. 2001-ben megnyerte a Gokart Világbajnokságot – az utolsó futamon a Formula–1-es szezon után beugró, akkor már négyszeres világbajnok Michael Schumachert is megverve. Ugyanebben a szezonban már autókkal is versenyzett, és a második helyen végzett a német Forma-Renault bajnokságban.
2002-ben már a német Formula–3-ban versenyzett, ahol három pole-pozíciót szerzett, és összetettben a kilencedik helyen végzett. Ugyanebben az évben megnyerte a nemzetközi San Marinói Formula–3-as futamot, tesztelt a Coloni Motorsport Forma-3000-es csapatnál, valamint a Formula–1-es BMW-Williams istállóval.
2003-ra a Coloni leszerződtette a nemzetközi Forma-3000-es bajnokságba, amelyben a negyedik helyen végzett. 2004-ben az Arden International csapat versenyzője lett ugyanebben a sorozatban és dominálta a szezont. Tíz versenyből hetet megnyert és kilenc pole-pozíciót szerzett – ami Forma-3000-es rekord az egy szezonban elért sikereket illetően. Természetesen ezekkel az eredményekkel fölényesen megnyerte a bajnokságot.

### A Formula–1-ben

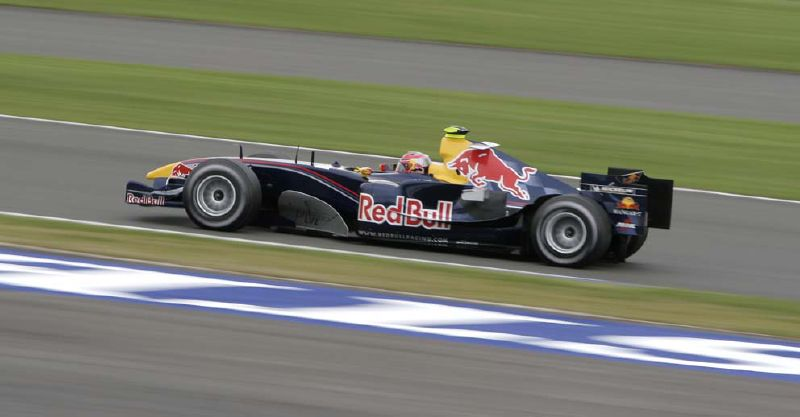
A Red Bull harmadik számú versenyzőjeként a 2005-ös brit nagydíj egyik szabadedzésén

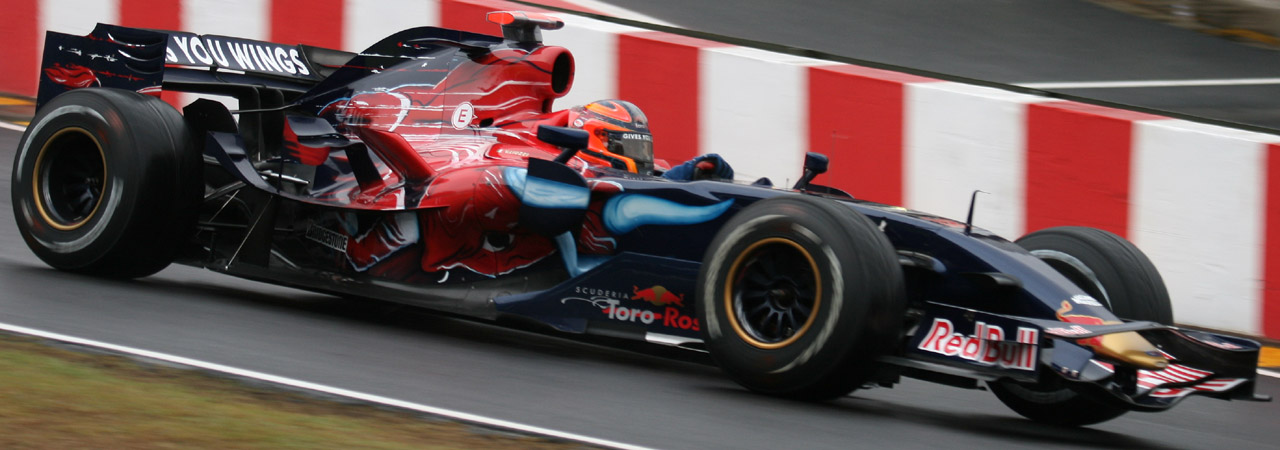
A 2007-es brazil nagydíjon a Toro Rossóval

Eredményei figyelmet kaptak a Formula–1-ből is. A 2004-es szezon végén összefüggésbe hozták Liuzzi nevét a Ferrarival (mint lehetséges tesztpilóta) és a Sauber-Petronasszal (utóbbival tesztelt is egy alkalommal szeptemberben), végül azonban a Red Bull csapat szerződtette le.
A csapatnak egy állandó versenyzője volt 2005-ben – David Coulthard –, míg a másik autóban Liuzzi és egy másik fiatal reménység Christian Klien váltotta egymást. A szezont Klien kezdte: az első három versenyen ő ülhetett a Red Bullba, majd San Marinóban került Liuzzira a sor. A csapatvezetőket jobban meggyőzte Klien teljesítménye, így az olasz csak négy verseny erejéig vezethette a Red Bullt, a kanadai nagydíjtól ismét Klien ülhetett az autóba és a szezon végig Liuzzi már nem is kapott több lehetőséget – csak tesztpilótaként. Liuzzi négy versenyén a csapattal 1 pontot szerzett Imolában.
A 2005-ös szezon végén a Red Bull kivásárolta a Minardi csapatot és Toro Rosso néven saját „B-csapataként” működtette tovább. Miután Coulthardnak és Kliennek 2006-ra is meghosszabbították a szerződését a Red Bullal, Liuzzi a Toro Rossóhoz került az új szezonban, ahol az amerikai Scott Speed a csapattársa. Liuzzi Indianapolisban, ahol csak 9-en értek célba, szerzett egy pontot. Speed nem szerzett pontot a szezonban. 2007-ben mindketten maradtak a csapatnál, Scott Speed teljesítményével azonban nem voltak megelégedve a Toro Rosso vezetői, ezért a magyar nagydíjtól kezdve Liuzzi csapattársa az újonc Sebastian Vettel lett. Az esős kínai nagydíjon Vettel a 4., Liuzzi a 6. lett, máig is ez volt az egyetlen alkalom, amikor mindkét Toro Rosso pontszerző helyen ért célba. Ezen kívül 2007-ben egyikük se szerzett több pontot. Liuzzi Japánban a 8. helyen ért célba, de utólag 25 másodperc időbüntetést kapott, mert sárga zászló alatt előzött, így csak a 9. helyre értékelték.
2008-ban és 2009-ben a Force India tesztversenyzője.
Miután 2009. szeptember 3-án - előzetes tárgyalásokat követően - a Force India engedélyezte, hogy addigi pilótája, Giancarlo Fisichella a Ferrari színeiben folytassa pályafutását, a várakozásoknak megfelelően Liuzzi ülhetett be a 21-es számú versenyautóba.
Életének második esélyét remekül kihasználta, Monzában pályafutása legjobb rajthelyével nyitott, a 7. pozíciót ráadásul kimondottan magas benzinszinttel teljesítette. Az olasz nagydíj is kiválóan kezdődött számára, a rajtot követően feljött a 6. helyre, majd optimális 1 kiállásos taktikájának és erős tempójának hála a 4. helyen találta magát, többek közt csapattársát megelőzve. A 23. körben azonban a hajtáslánc egyik elemének meghibásodása folytán fel kényszerült adnia a futamot.

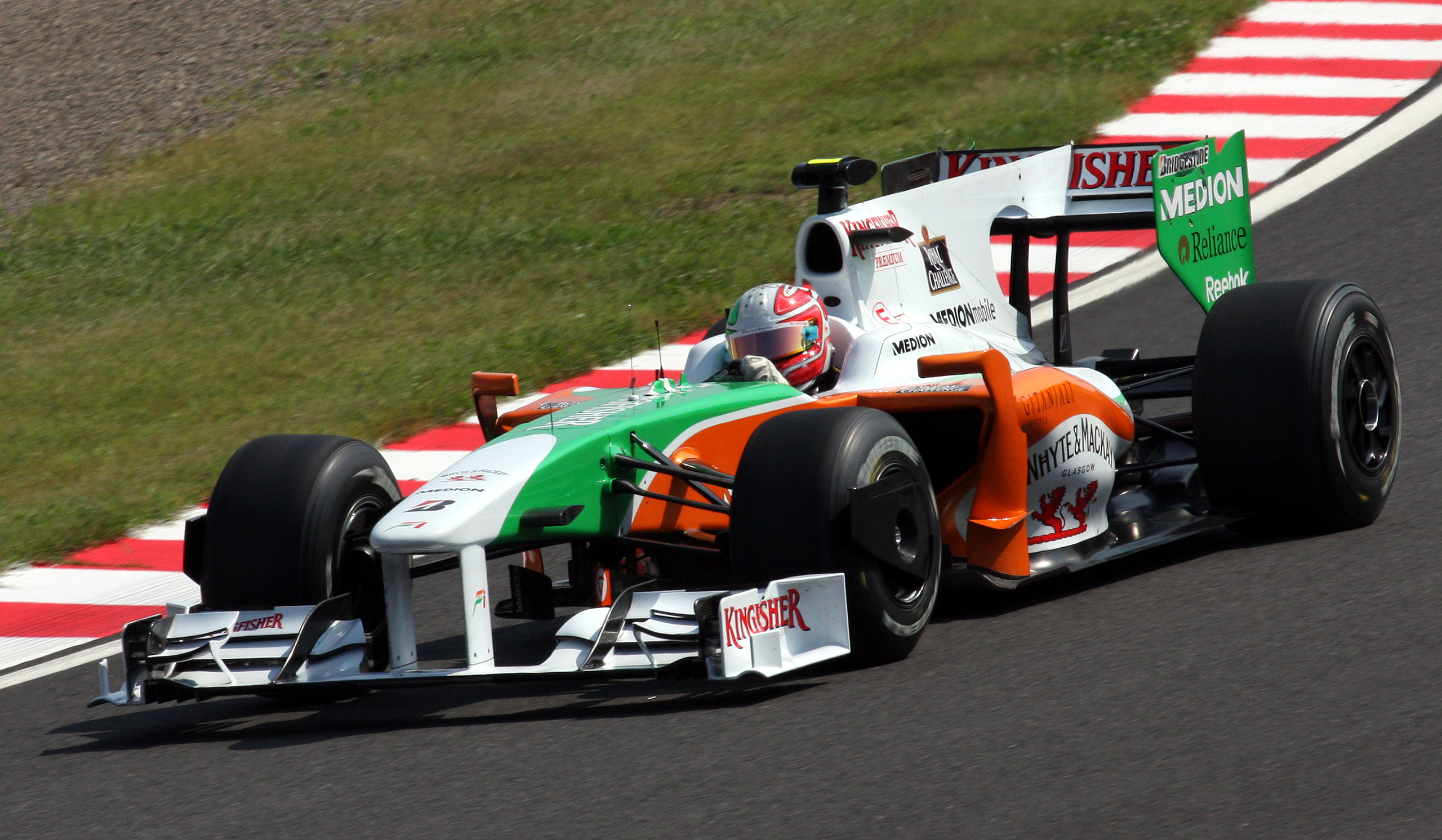
A 2009-es japán nagydíjon

A várakozásoknak megfelelően az alacsony leszorító erő mellett remeklő Force India autóinak kevésbé ízlett a szingapúri utcai versenypálya, Liuzzi újoncként próbált helyállni, ez az időmérőn az utolsó rajtkockára volt elegendő. (Heidfeld későbbi büntetése miatt ez 19. helyre módosult.) A futamot hiba nélkül lehozta, volt néhány előzési kísérlete, de végül a 14 célba érő közül utolsóként intették le.
A szuzukai hétvége is rosszul indult számára, váltóproblémák miatt az utolsó, 19. helyen végzett az időmérőn, Timo Glock kényszerű távolmaradása miatt egy hellyel előrébb indulhatott. A versenyen aztán tartani tudta riválisai tempóját, két versenyzőt megelőzve a 14. helyen haladt át a célvonalon.
A brazil nagydíj időmérőjén bejutott a Q2-be, ott azonban rögtön az első gyors körében megcsúszott a célegyenesben felgyülemlő egyik vízátfolyáson, majd a sikánt övező gumifalban alaposan összetörte versenygépét. Váltót kellett cserélni, így csak a mezőny végéről indulhatott. A versenyt a 11. helyen fejezte be.
A szezonzáró abu-dzabi nagydíj ismét nem kedvezett az autónak, így csak a 17. helyről indulhatott, igaz, csapattársát első alkalommal megelőzte. A futamon egy kiállással próbálkoztak, de a fékprobléma miatt csak a 15. helyre tellett, Sutilt vasárnap is maga mögött tartotta.

### Pályafutása, eredményei kronológiai sorrendben
1991 gokart-pályafutásának kezdete
1993 olasz gokartbajnok
1994 2. hely az olasz gokartbajnokságban (CRG Factory Junior Team)
1995 2. hely a gokart-világbajnokságon; 2. hely az olasz gokartbajnokságban; 5. hely a gokart Európa-bajnokságon
1996 1. hely az olasz gokartbajnokságban
1997 gokart, Senior Formula A kategória; 1. hely a gokart brazil nagydíjon (Sao Paulo); 2. hely az olasz gokartbajnokságban; 7. hely a világbajnokságon
1998 Formula Super A kategória (ez a gokartban a legmagasabb osztály); 3. hely a gokart Európa-bajnokságon; 7. hely a világbajnokságon
1999 1. hely Val D’Argentonban, az Eb második fordulójában; 1. hely az Ayrton Senna emlékversenyen, Szuzukában; Formula Palmer Audi tesztvezetés
2000 6. hely a gokart-világbajnokságon (Braga, Portugália); 2. hely a gokart Világkupában (Motegi); 3. hely a 125 kcm-es világbajnokságon; Formula–3-as tesztvezetés (Van Amersfoort csapat)
2001 FIA-CIK gokart-világbajnok; 2. hely a német Formula–Renault bajnokságban – az első nem gokartos éve
2002 9. hely a német Formula–3-as bajnokságban; 1. hely a San Marinó-i nemzetközi Formula–3-as versenyen; Formula–3000-es teszt a Coloni Motorsportnál; Formula–1-es teszt a BMW Williamsnél
2003 2. hely az ötödik Formula–3000-es nemzetközi versenyén (Coloni Motorsport), pole-pozíció a Hungaroringen, 2. hely Hockenheimben, 4. hely az összetettben (a legjobb eredményt elérő újonc)
2004 Formula–3000-es bajnok (Arden International) – 7 győzelem 10 futamon (abszolút rekord a szakág történetében), 9 pole-pozíció
2005 Formula–1, a Red Bull harmadik számú versenyzője – 4 verseny, 1 pont, 24. hely az összetettben
2006 Formula–1, a Scuderia Toro Rosso versenypilótája – 1 pont, 19. hely
2007 A Scuderia Toro Rosso pilótája
2008 Tesztpilóta a Force Indiánál ( A Scuderia Toro Rossonál Sébastien Bourdais vette át a helyét )
2009 A szezon utolsó 5 futamát - Giancarlo Fisichella Ferrarihoz igazolása miatt- a Force India csapat színeiben teljesíti. Az olasz nagydíj után elhintette a csapatfőnök, hogy jövőre is a csapattal versenyezhet, majd 2 hónappal később a csapat hivatalosan is bejelentette, hogy a csapat változatlan felállással indul 2010-ben.

## Teljes Formula–1-es eredménysorozata
(Táblázat értelmezése)

(Félkövér: pole-pozícióból indult; dőlt: leggyorsabb kört futott) 

| Év   | Csapat      | 1      | 2      | 3      | 4      | 5       | 6      | 7      | 8      | 9      | 10     | 11     | 12     | 13     | 14     | 15     | 16     | 17     | 18     | 19     | Helyezés | Pont |
| ---- | ----------- | ------ | ------ | ------ | ------ | ------- | ------ | ------ | ------ | ------ | ------ | ------ | ------ | ------ | ------ | ------ | ------ | ------ | ------ | ------ | -------- | ---- |
| 2005 | Red Bull    | AUS Tp | MAL Tp | BHR Tp | SMR 8  | ESP Ki  | MON Ki | EUR 9  | CAN    | USA    | FRA Tp | GBR Tp | GER Tp | HUN Tp | TUR Tp | ITA Tp | BEL Tp | BRA Tp | JPN Tp | CHN Tp | 24.      | 1    |
| 2006 | Toro Rosso  | BHR 11 | MAL 11 | AUS Ki | SMR 14 | EUR Ki  | ESP 15 | MON 10 | GBR 13 | CAN 13 | USA 8  | FRA 13 | GER 10 | HUN Ki | TUR Ki | ITA 14 | CHN 10 | JPN 14 | BRA 16 |        | 19.      | 1    |
| 2007 | Toro Rosso  | AUS 14 | MAL 17 | BHR Ki | ESP Ki | MON Ki  | CAN Ki | USA 17 | FRA Ki | GBR 16 | EUR Ki | HUN Ki | TUR 15 | ITA 17 | BEL 12 | JPN 9  | CHN 6  | BRA 13 |        |        | 18.      | 3    |
| 2009 | Force India | AUS    | MAL    | CHN    | BHR    | ESP     | MON    | TUR    | GBR    | GER    | HUN    | EUR    | BEL    | ITA Ki | SIN 14 | JPN 14 | BRA 11 | UAE 15 |        |        | 22.      | 0    |
| 2010 | Force India | BHR 9  | AUS 7  | MAL Ki | CHN Ki | ESP 15† | MON 9  | TUR 13 | CAN 9  | EUR 16 | GBR 11 | GER 16 | HUN 13 | BEL 10 | ITA 12 | SIN Ki | JPN Ki | KOR 6  | BRA Ki | UAE Ki | 15.      | 21   |
| 2011 | HRT         | AUS NK | MAL Ki | CHN 22 | TUR 22 | ESP Ki  | MON 16 | CAN 13 | EUR 23 | GBR 18 | GER Ki | HUN 20 | BEL 19 | ITA Ki | SIN 20 | JPN 23 | KOR 21 | IND    | UAE 20 | BRA Ki | 23.      | 0    |

† Nem fejezte be a futamot, de helyezését értékelték, mert teljesítette a futam több, mint 90%-át.

## Magánélet
Liuzzi nőtlen, jelenleg az olaszországi Pescarában él. Anyanyelvén kívül angolul és franciául beszél, példaképeinek Ayrton Sennát és Nigel Mansellt tartja. Menedzsere a Lotus csapat egykori vezetője, Peter Collins.

## Külső hivatkozások
- Vitantonio Liuzzi hivatalos honlapja